# David Garrard
Pour les articles homonymes, voir Garrard.
(en) Statistiques sur pro-football-reference
David Garrard, né le 14 février 1978 à East Orange (New Jersey), est un joueur américain de football américain évoluant au poste de quarterback.

## Carrière

### Avec les Jaguars de Jacksonville
Il est drafté en 2002 à la 108e position (quatrième tour) par les Jaguars de Jacksonville. Destiné à remplacer Mark Brunell, c'est finalement Byron Leftwich qui est titulaire durant la saison 2003, et qui le reste pour les quatre saisons suivantes, bien qu'il le remplace régulièrement en cas de blessure. 
Pour la saison 2007, à la suite d'une excellente pré-saison de sa part, il est désigné titulaire de l'attaque des Jaguars. Bien qu'il rate quatre matchs du fait de blessure, il mène son équipe au bilan de 11-5 et termine avec 2509 yards, 18 touchdowns, un record NFL de 3 interceptions et un rating de 102.2. En play-offs, il parvient à battre les Steelers de Pittsburgh durant le match de wild-card, avant d'échouer face aux futurs finalistes du Super Bowl XLVI et alors invaincus Patriots de la Nouvelle-Angleterre.
Durant la saison 2009, il lance pour 3597 yards, 15 touchdowns et 10 interceptions, mène son équipe au bilan de 7-9 et reçoit sa première sélection au Pro Bowl.
Malgré une saison 2010 meilleure que la précédente, les Jaguars sélectionnent Blaine Gabbert au premier tour de la Draft, et libèrent ensuite Garrard.

### Avec les Dolphins de Miami
Le 19 mars 2012, il est recruté par les Dolphins de Miami. Néanmoins, il se blesse durant l'été, et est libéré par l'équipe avant le début de la saison 2012. 

### Avec les Jets de New York
Le 11 mars 2013, il signe avec les Jets de New York. Alors qu'il est considéré comme un bon choix pour mettre de la pression sur Mark Sanchez, les blessures au genou qu'il a contracté durant l'été précédent avec les Dolphins réapparaissent au cours des camps d'entraînement et l'obligent à quitter l'équipe le 15 mars 2013. Il prend sa retraite dans la foulée. 